# Christian Rathmann
Christian Rathmann (* 3. September 1970) ist ein deutscher Linguist und Leiter der Abteilung Deaf Studies und Gebärdensprachdolmetschen am Institut für Rehabilitationswissenschaften der Humboldt-Universität Berlin. Zuvor war er Lehrstuhlinhaber am Department für Sprache, Literatur und Medienwissenschaft I an der Universität Hamburg. Er ist der erste gehörlose Professor in Deutschland und der Nachfolger des Gründers des Instituts für Deutsche Gebärdensprache, Siegmund Prillwitz.

## Leben
Nach dem Besuch der Gehörlosenschule in Erfurt studierte Christian Rathmann in Hamburg und Austin (Texas) Linguistik und erlangte seinen Doktortitel (PhD) 2005 an der University of Texas. In seiner Dissertation beschäftigte er sich mit der Eventstruktur in der Amerikanischen Gebärdensprache.
Seither war er als Hochschullehrer an verschiedenen Institutionen tätig, wie der LSA Summer School am Massachusetts Institute of Technology, der Ohio State University und der University of Bristol. Seine Forschungsschwerpunkte sind linguistische Struktur und Funktion, Spracherwerb, Sprachlernen und Sprachverwendung und Deaf Studies.
Christian Rathmann ist Mitbegründer des internationalen Netzwerks gehörloser Akademiker DeafAcademics.org.

## Veröffentlichungen
- G. Mathur und C. Rathmann: Why not GIVE-US: an articulatory constraint in signed languages. In: V.  Dively, M. Metzger, S. Taub und A.M. Baer (Hrsg.): Signed languages: discoveries from international research.     Washington, DC.:  Gallaudet University Press.
- G. Mirus, C. Rathmann und R. P. Meier: Proximalization and distalization of sign movement in adult learners. In: V. Dively, M. Metzger, S. Taub und A. M. Baer (Hrsg.): Signed languages: discoveries from international research. Washington, DC: Gallaudet University Press.
- C. Rathmann und G. Mathur: Is verb agreement the same cross-modally? In: R. P. Meier, K. A. Cormier und D. Quinto-Pozos (Hrsg.): Modality and structure in signed language and spoken language. Cambridge: Cambridge University Press.
- G. Mathur und C. Rathmann: Variability in verbal agreement forms across four signed languages. In: L. Goldstein, C. Best und D. Whalen (Hrsg.): Laboratory Phonology VIII: Varieties of Phonological Competence. The Hague: Mouton.
- C. Rathmann und G. Mathur: Verb agreement as a linguistic innovation in signed languages. In: J. Quer (Hrsg.): Signs of the Time: Selected papers from TISLR 2004. Hamburg, Germany: Signum Verlag.

| Personendaten    | Personendaten       |
| ---------------- | ------------------- |
| NAME             | Rathmann, Christian |
| KURZBESCHREIBUNG | deutscher Linguist  |
| GEBURTSDATUM     | 3. September 1970   |